# Jevgenij Alexejev
Jevgenij Vladimirovič Alexejev (rusky Евгений Владимирович Алексеев; * 28. listopadu 1985, Puškin) je ruský šachista a od roku 2002 šachový velmistr. Roku 2006 vyhrál Mistrovství Ruska v šachu.

## Život
Šachy se naučil od svého otce, jenž byl také jeho prvním trenérem. Po přesídlení do Petrohradu byl trénován mnoha různými hráči mistrovské úrovně. Toho času pracoval také se šachovým velmistrem Sergejem Dolmatovem. Po různorodých úspěších na ruských i mezinárodních mládežnických soutěžích se v roce 2001 umístil na druhém místě v silně obsazeném turnaji v Petrohradu a v Tel Avivu se s Kontantinem Lernerem podělil o první místo a získal bronzovou medaili na mistrovství světa juniorů v Oropesa del Mar (do 16 let). V roce 2002 dosáhl titulu mezinárodního velmistra. V roce 2002 také vyhrál Memoriál Alexandra Petrova, turnaj v Togliatti a soutěž v Hoogeveenu. 
V roce 2004 vyhrál turnaj v Ženevě. Roku 2006 pak oslavil největší úspěch své dosavadní kariéry, když vyhrál superfinále Mistrovství Ruska v šachu v Moskvě po tie-breaku ve finále proti Dmitriji Jakovenkovi 1,5:0,5. Oba hráči získali v tomto turnaji 7,5 bodu z 11 možných. Roku 2007 zvítězil na Aeroflot Open v Moskvě při zisku 7 bodů z 9. Také díky tomuto úspěchu obdržel pozvání na Dortmundské šachové dny 2007, kde skončil na děleném druhém místě spolu s Péterem Lékó a Višvanáthanem Ánandem.

## Ruská reprezentace
Na Šachové olympiádě 2010 hrál na druhé šachovnici za ruský „B“ tým (skončili pátí). S Ruskem se zúčastnil také Mistrovství Evropy družstev v šachu, kde se svým družstvem vyhrál a sám dosáhl druhého nejlepšího výsledku na čtvrté šachovnici. Na stejném turnaji obsadil se svým týmem v roce 2009 druhé místo.

## Soutěže družstev
Mistrovství Ruska družstev hrál v letech 2001 a 2002 za Petrohrad, mezi roky 2004 a 2006 za Lada Togliatti, od roku 2007 do roku 2013 za Ekonomist-1 Saratow a v roce 2014 za Universitu Beloretschensk. S Petrohradem a Saratowem se osmkrát zúčastnil soutěže European Club Cup. Tuto soutěž vyhrál dvakrát v letech 2009 a 2010, v roce 2012 pak získal individuální cenu za nejlepší výsledek na třetí šachovnici. V sezóně 2006/07 hrál také Německou bundesligu za klub TV Tegernsee. Mezi lety 2011 a 2014 hrál na první šachovnici za tým SV Wiesbaden. V sezóně 2014/15 pak hájil barvy TSV Schott Mainz. V průběhu let hrál i týmové soutěže v Maďarsku (v sezóně 2007/08 vyhrál nejvyšší soutěž) a v Bosně a Hercegovině. 